# Karl Engel
Karl Engel (Schwyz, 24 november 1952) is een voormalig profvoetballer uit Zwitserland die gedurende zijn carrière speelde als doelman. Na zijn in 1989 beëindigde actieve loopbaan was hij werkzaam als voetbalcoach.

## Clubcarrière
Engel speelde voor achtereenvolgens FC Luzern, Servette, Neuchâtel Xamax en FC Lugano. Met Servette won hij één keer de Zwitserse landstitel en tweemaal de nationale beker.

## Interlandcarrière
Engel kwam 26 keer uit voor het Zwitsers nationaal elftal in de periode 1978–1985, en moest 21 tegentreffers incasseren. Onder leiding van bondscoach Roger Vonlanthen maakte hij zijn debuut op 6 september 1978 in het vriendschappelijke duel in Luzern tegen de Verenigde Staten (2–0), net als middenvelder Heinz Hermann. Engel trad in die wedstrijd na 45 minuten aan als vervanger van Erich Burgener.

## Erelijst
Servette
- Zwitsers kampioenschap
  - Winnaar: 1979
- Beker van Zwitserland
  - Winnaar: 1978, 1979